# Théodore Le Du

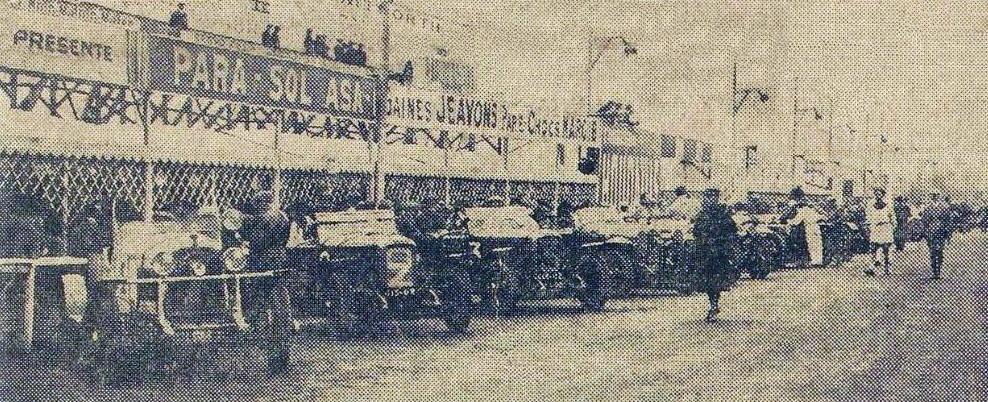
Der von Théodore Le Du gefahrene Willys-Knight 66 Great Six (Startnummer 1) in der Startaufstellung zum 24-Stunden-Rennen von Le Mans 1926

Théodore Jean Marie Le Du (* 16. März 1893 in Rennes; † 2. März 1966 in Nanterre) war ein französischer Autorennfahrer.

## Karriere als Rennfahrer
Théodore Le Du war in seiner Karriere zweimal beim 24-Stunden-Rennen von Le Mans am Start. 1925 startete er als Werksfahrer von Talbot-Darracq mit Partner Alphonse Auclair im Talbot-Darracq Type C. Das Duo wurde wegen zu frühen Nachtankens disqualifiziert. Im Jahr darauf fuhr er einen US-amerikanischen Willys-Knight 66 Great Six. Sein Teamkollege war diesmal Paul Gros. Eine defekte Benzinleitung beendete den Einsatz nach nur acht Runden.

## Statistik

### Le-Mans-Ergebnisse
| Jahr | Team                       | Fahrzeug                   | Teamkollege      | Platzierung     | Ausfallgrund          |
| ---- | -------------------------- | -------------------------- | ---------------- | --------------- | --------------------- |
| 1925 | Automobiles Talbot-Darracq | Talbot-Darracq Type C      | Alphonse Auclair | disqualifiziert |                       |
| 1926 | Henri Falconnet Paris      | Willys-Knight 66 Great Six | Paul Gros        | Ausfall         | defekte Benzinleitung |